# Plutoid
Plutoid je oznaka za planetoide, ki ležijo dlje od planeta Neptun. Plutoidi morajo imeti tolikšno maso, da lastna gravitacija poskrbi za vsaj približno okroglo obliko, v okolici svoje orbite smejo imeti manjša vesoljska telesa.
Termin je bil sprejet na zasedanju Mednarodne astronomske zveze junija 2008 v Oslu, ime pa je dobil po nekdanjem devetem planetu — Plutonu, ki je ta status izgubil 2 leti poprej.
Do zdaj uradno potrjena plutoida sta Pluton in Erida (bolj znana kot: Eris).